# Veretragna
Veretragna (em avéstico: 𐬬𐬆𐬭𐬆𐬚𐬭𐬀𐬖𐬥𐬀; romaniz.: vərəθraγna; em persa médio: 𐭥𐭫𐭧𐭫𐭠𐭭; romaniz.: Warahrām; em persa: بهرام; romaniz.: Bahram) é uma divindade do zoroastrismo. O substantivo neutro verethragna está relacionado ao avéstico verethra, 'obstáculo' e verethragnan, 'vitorioso'. Nesse sentido, a divindade Veretragna é a hipóstase de "vitória" e por ser aquele que concede a vitória, desfrutou de grande popularidade.
O adjetivo proto-ariano *vrtraghan, que corresponde ao substantivo avéstico Veretragna, também tem um cognato etimológico em sânscrito védico Vritra (-Vrtra). Na literatura védica, Vertraã (Vrtrahan) é predominantemente um epíteto usado para Indra depois que derrotou Vritra. O nome e, até certo ponto, a divindade foram emprestados no armênio Vaagênio (Վահագն, Vahagn) e Verrame (Վռամ, Vṙam) e tem cognatos no budista sogdiano Vixagne (𐫇𐫢𐫄𐫗, wšɣn w(i)šaɣn‎), no parta maniqueísta Varame (𐭅𐭓𐭉𐭇𐭓𐭌, wryḥrm) e báctrio cuchana Orlagno (ορλαγνο). No Período Helenístico, foi associado pelos gregos com Ares e Héracles e recebeu o nome Artagnes.

## Escrituras

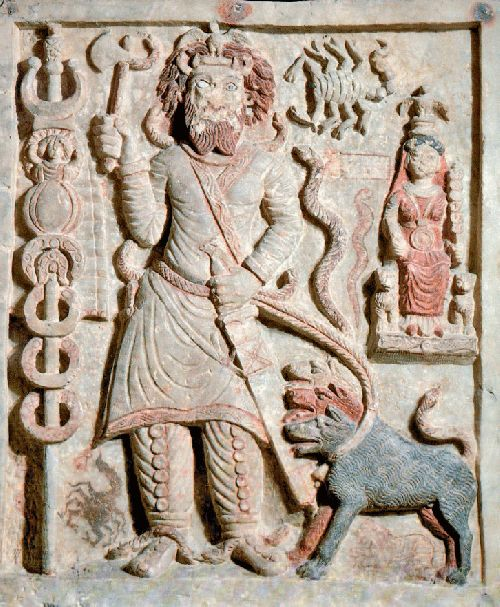
Relevo sincrético parta de Barã (Nergal) de Hatra, no Iraque, datado do século I/II

O Iaste 14, o hino de louvor a Veretragna, "embora mal preservado, contém o que parecem ser elementos muito arcaicos". Sua identificação como um javali no Iaste 14 levou Ilya Gershevitch a identificar Damoixe Upamana (Dāmōiš Upamana) – um javali no hino avéstico a Mitra – como um alter ego de Veretragna.

## Tradição
Nos textos persas médios tardios, Veretragna é especialmente venerado como um dos Amexa Espentas, o que lhe dá efetivamente uma alta posição pelo seu sucesso em repelir Angra Mainiu. Nas reformas astronômicas e calendáricas dos sassânidas (224–651), o planeta Marte foi chamado de Barã. Zaehner atribui isso às influências sincréticas do sistema astral-teológico caldeu, onde o Nergal babilônico é tanto o deus da guerra quanto o nome do planeta vermelho.
De acordo com Boyce, a expressão atual Ataxe-Berã como o nome da classe mais sagrada de fogos é uma confusão do adjetivo "Fogo Vitorioso" com "Fogo de Barã". O primeiro é a maneira como aparece em inscrições do persa médio, como a inscrição de Cartir no Cubo de Zaratustra, enquanto o último é o que agora é entendido pelo termo Ataxe-Berã. Gnoli atribui a mudança a um mal-entendido natural "apoiado nos tempos islâmicos por uma decadência progressiva no ensino sacerdotal zoroastrista"